# Александър Маджаров
Александър Христов Маджаров е български просветен деец от късното Българско възраждане в Македония.

## Биография
Александър Маджаров е роден в големия български македонски град Охрид, тогава в Османската империя, днес в Северна Македония. Завършва Солунската българска мъжка гимназия с петия випуск в 1890 година. Преподава в българското класно училище в Костур. След това е класен учител в Битоля. След Междусъюзническата война е арестуван от новите сръбски власти и на 26 юли 1913 година екстерниран в България, тъй като отказва да се обяви за сърбин.
През Първата световна война е телеграфист в Единадесета пехотна македонска дивизия. За заслуги през втория и третия период на войната е награден с орден „За военна заслуга“, V степен.